# Löysäkki
Löysäkki eller Löysäkinjärvi är en sjö i Finland. Den ligger i kommunen Sodankylä i landskapet Lappland, i den norra delen av landet, 800 km norr om huvudstaden Helsingfors. Löysäkki ligger 192 meter över havet. Arean är 34,2 hektar och strandlinjen är 3,59 kilometer lång. Sjön  ingår i Kemi älvs huvudavrinningsområde. 